# Strandby Station
Strandby Station er en dansk jernbanestation beliggende i fiskerbyen Strandby ved Ålbæk Bugt 35 km syd for Skagen og 8 km nordvest for Frederikshavn.
Strandby Station ligger på Skagensbanen mellem Skagen og Frederikshavn. Den åbnede i 1924, da Skagensbanen fik ny linjeføring i forbindelse med omlægningen fra smalspor til normalspor. Den betjenes i dag af tog fra jernbaneselskabet Nordjyske Jernbaner, der kører hyppige lokaltog mellem Skagen og Frederikshavn.

## Trafik
Stationen betjenes af Nordjyske Jernbaner, der foruden Skagensbanen driver Hirtshalsbanen, Vendsysselbanen og Aalborg Nærbane. Så man kan fra Strandby køre til Skagen den ene vej og uden togskift helt til Skørping via Frederikshavn, Hjørring og Aalborg den anden vej.

## Historie
Stationen blev åbnet i 1924, hvor Skagensbanen skulle omlægges fra smalspor til normalspor. Samtidig blev den 13 km lange strækning Frederikshavn-Jerup forlagt østpå, så banen kunne betjene Strandby i stedet for Elling. Stationsbygningen og det murede varehus, der stadig findes, blev tegnet af Ulrik Plesner, der var banens arkitekt fra 1913 til sin død i 1933.
Stationen havde fra starten både krydsningsspor og læssespor. Mod syd udgik fra krydsningssporet et stikspor til en lergrav indtil 1927. På østsiden af hovedsporet fandtes nord for stationsbygningen endnu et krydsningsspor samt sidespor til den tidligere skærvefabrik. Her fandtes desuden galgekran, kvægfold og siderampe.
Sidesporene blev fjernet ved spormoderniseringen i 1969, men krydsningssporet blev etableret igen i 1993. Foruden hovedperronen er der også perron ved krydsningssporet. I 1983 blev stationsbygningen ombygget for at skaffe bedre lokaler til Postvæsenet. Bygningen blev senere frasolgt til privat erhverv. I 2006 blev stationen renoveret med nye perroner og nyt venteskur.

## Galleri
- Togankomst, Strandby Station, Danmark
- Togafgang, Strandby Station, Danmark